# Поклонение природе
Поклонение природе, или натуризм — любая из множества религиозных, духовных и религиозных практик, которые сосредоточены на поклонении природным духам, которые считаются стоящими за естественными явлениями, наблюдаемыми в природе. Природное божество может отвечать за природу, конкретное место, биотоп, биосферу, космос или вселенную. Поклонение природе часто считается первоисточником современных религиозных верований, и их можно найти в теизме, панентеизме, пантеизме, деизме, политеизме, анимизме, тотемизме, шаманизме и язычестве. Общим для большинства форм поклонения природе является духовное сосредоточение на связи человека с некоторыми аспектами природного мира, их влиянии на него и почтительного к ним отношения.

## Формы и аспекты поклонения природе
- Астролатрия
- Бог молнии[англ.]
- Водное божество[англ.]
- Гавари[англ.]
- Зелёный человек
- Зоолатрия
- Каменные круги
- Культ огня
- Мегалит
- Менгир
- Натуралистическая духовность[англ.]
- Натуралистический пантеизм[англ.]
- Небесное божество[англ.]
- Поклонение деревьям[англ.]
- Святой источник
- Священная гора
- Священная роща
- Священные травы[англ.]
- Тотем
- Философия Гайи